# Jelena Hinić
Jelena Hinić, cyr. Јелена Хинић (ur. 25 stycznia 1972 w Belgradzie) – serbska malarka, pisarka ikon i historyk sztuki.

## Życiorys
Kształciła się na Uniwersytecie Sztuk Pięknych w Belgradzie, a także na wydziale filozoficznym Uniwersytetu w Belgradzie (historia sztuki). W 2000 ukończyła studia z zakresu pisania ikon. W latach 2014-2019 pracowała na stanowisku adiunkta w Akademii Serbskiego Kościoła Prawosławnego w Belgradzie, prowadząc zajęcia z malarstwa i ikonografii. Należy do Stowarzyszenia Artystów i Projektantów Serbii (ULUPUDS).
Jest jedną z najbardziej cenionych we współczesnej Serbii pisarek ikon. Tworzy ikony dla kościołów w Serbii (Belgrad, Kruševac), w Republice Serbskiej (Trnavci) i w Czarnogórze (Bjelo Polje), ale także jej dzieła znajdują się w zbiorach prywatnych. W 2003 pierwszą wystawę jej prac zaprezentowała Galeria Braci Stamenković w Belgradzie. W latach 2003-2024 jej prace prezentowano na 13 wystawach indywidualnych i 30 wystawach zbiorowych.
Dwukrotnie była laureatką pierwszych nagród na wystawach ikon w Šabacu.